# Knežji samostan Kempten
Knežji samostan Kempten (nemško Fürststift Kempten ali Fürstabtei Kempten) je bila stoletja cerkvena kneževina Svetega rimskega cesarstva, dokler ni bila med nemško mediatizacijo leta 1803 priključena bavarskemu elektoratu.

## Geografija
Samostan, ki je bil znotraj nekdanje  Švabske vojvodine, je bil po površini druga največja cerkvena kneževina Švabskega kroga, za knezoškofijo v Augsburgu. Raztezal se je ob reki Iller v regiji Allgäu, od Waltenhofna (Martinszell) na jugu do Legaua in Grönenbacha na severozahodu ter do Ronsberga in Unterthingaua na vzhodu.
Svobodno cesarsko mesto Kempten je samo po sebi oblikovalo samoupravno mesto, kot enklava na ozemlju samostana. Samostan Kempten je pokrival približno 1000 kvadratnih kilometrov in je vključeval približno 85 vasi ter stotine zaselkov in kmetij. Ob priključitvi Bavarski leta 1802 je imel okoli 42.000 podložnikov.

## Zgodovina
Po kronikah Hermanna iz Reichenaua iz 11. stoletja je bil samostan Kempten, posvečen Devici Mariji ter Gordianu in Epimahu, ustanovljen leta 752 pod njegovim prvim opatom Audogarjem. Po drugih virih pa sta ga postavila dva benediktinska meniha iz samostana Sankt Gallen, Magnus iz Füssena in Theodor, ki sta ustanovila tudi samostan sv. Manga v Füssnu.
Samostan je imel finančno in politično podporo vladajoče karolinške dinastije, predvsem Hildegarde Vinzgauske, druge žene Karla Velikega in njenega sina Ludvika Pobožnega. Kmalu je postal eden vidnejših samostanov v Karolinškem cesarstvu. Leta 941 ga je obnovil opat Ulrich Augsburški po napadih Madžarov.

### Cesarski status
Status cesarske neposrednosti (Reichsfreiheit) je potrdil nemški kralj Henrik IV. Nemški leta 1062. Kemptenski opati so v 12. stoletju prevzeli naziv knezo-opata (Fürstabt). Leta 1213 jim je nemški kralj Friderik II. Hohenstaufen podelil grofovske privilegije na ozemlju samostana in leta 1218 odstopil tudi pravice posvetnega  Advocatus zaščitnika (zakonito pooblaščen za opravljanje nekaterih posvetnih nalog velikega fevdalca), ki jih je leta 1224 potrdil njegov sin kralj Henrik VII.
Več poskusov pod njunima naslednikoma Konradom IV. in Rudolfom I., da bi ponovno pridobili posvetno gospostvo, je na koncu propadlo. Razvoj cesarskega posestva samostana je bil dosežen s podelitvijo enega samega glasu v cesarskem zboru leta 1548.
S privilegijem, ki ga je podelil kralj Rudolf I., se je mesto Kempten osvobodilo oblasti opata in postalo svobodno cesarsko mesto, s čimer se je začelo dolgo rivalstvo. Ko je med nemško kmečko vojno leta 1525 knez-opat Kemptna moral poiskati zavetje v mestnem obzidju, je bil prisiljen prodati svoje zadnje lastninske pravice znotraj cesarskega mesta v tako imenovanem »velikem nakupu«, ki je pomenilo začetek napetega sobivanja dveh samostojnih posesti, ki nosita isto ime drug poleg drugega.

### Tridesetletna vojna
Več konfliktov je nastalo po tem, ko se je cesarsko mesto Kempten od leta 1527 naprej spreobrnilo v protestantizem v neposrednem nasprotju s katoliškim samostanom. Državljani so podpisali protest iz leta 1529 v Speyerju in leta 1530 Augsburško veroizpoved. Po drugi strani se je opatija Kempten pridružila Katoliški ligi leta 1609. Med tridesetletno vojno so švedske čete leta 1632 samostanske stavbe požgale do tal.
Od leta 1651 je knez-opat Kemptna Roman Giel iz Gielsberga naročil knežjo rezidenco in novo opatijsko cerkev sv. Lovrenca, eno prvih večjih cerkva, ki so bile zgrajene po vojni v Nemčiji. Še leta 1706 je bil Kempten središče verskih sporov, ko je opat zaplenil reformirano cerkev, kar je izzvalo pruskega kralja Friderika I., da je zaplenil vse benediktinske posesti, dokler cerkev ni bila vrnjena.

### Sekularizacija
Cesar Karel VI. je leta 1728 podelil samostanskemu kompleksu mestne privilegije, vendar avtonomna občina ni bila ustanovljena. Leta 1775 je samostan odredil zadnje sojenje čarovništvu v Svetem rimskem cesarstvu, ko je bila Anna Maria Schwegelin obsojena na smrt z odsekanjem glave, a sodba ni bila izvršena.
V času napoleonskih vojn so ozemlje samostana leta 1802 zasedle bavarske čete, ki je bil prej razpuščen v nemški mediatizaciji (Reichsdeputationshauptschluss). Ozemlje samostana in cesarsko mesto Kempten sta bila priključena Bavarski, leta 1819 sta se obe ozemlji združili v enotno skupnost v Kraljevini Bavarski.